# Capitán Prat (2020)
La Capitán Prat (FFG-11), ex HMAS Newcastle (FFG 06), es una fragata de la clase Adelaide asignada en la Armada de Chile desde 2020. Previamente sirvió en la Royal Australian Navy de 1993 a 2019.

## Historia de servicio

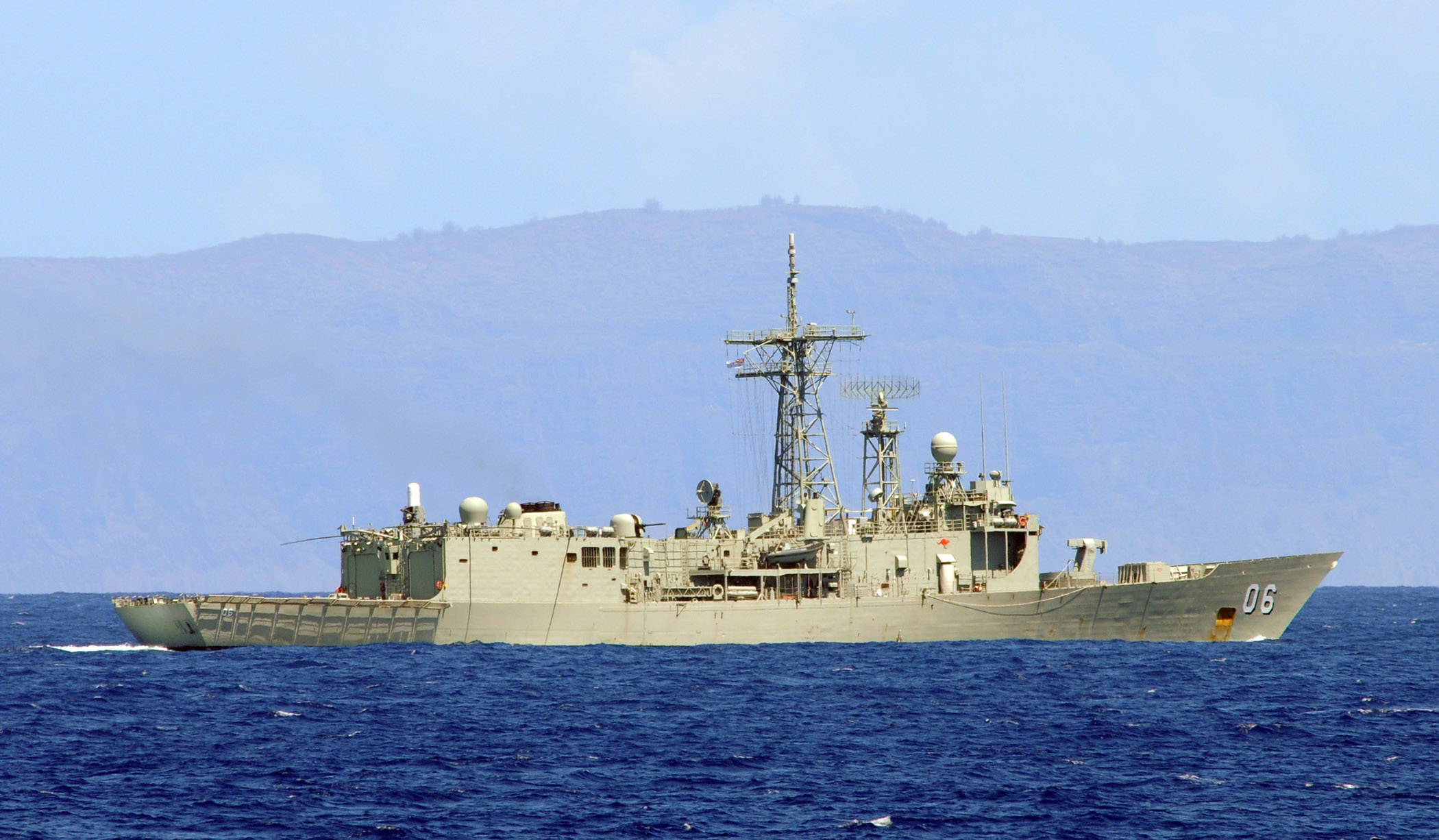
La fragata Capitán Prat (FFG-11), cuando aún era la HMAS Newcastle (FFG 06) durante unos ejercicios navales en el año 2010.

La HMAS Newcastle fue asignada en 1993 sirviendo hasta su retiro en 2019; y permaneciendo a espera de destino.
En 2020 la marina chilena adquirió a las HMAS Melbourne y HMAS Newcastle a fin de sustituir a las fragatas antiaéreas Almirante Latorre y Capitán Prat que estaban en servicio desde 2006. La Melbourne y la Newcastle cambiaron su nombre a Almirante Latorre y Capitán Prat respectivamente; y fueron transferidas en Sídney el 15 de abril de 2020. Ambas unidades arribaron a Valparaíso el 18 de junio del mismo año.